# 天麗皇希
皇希（こうき、1997年1月23日 - ）は、日本の舞台女優、女性プロレスラー。東京都出身。プロレスラーとしては天麗 皇希（あまれい こうき）の名でマリーゴールドに所属する。血液型AB型。

## 所属
- Actwres girl'Z（2021年 - 2024年）
- マリーゴールド（2024年 - ）

## 来歴
5歳の頃からバレリーナを目指して10年ほどクラシックバレエを続けていたが、背が高かったせいで相手方の男性が少ないということもありバレエを断念。高校では軽音楽部に入り、後に音楽の専門学校に入るもレベルの違いから限界を感じてしまい中退。その後はストリートダンス、男装アイドルを経て舞台女優の道に進み、多くの作品に出演する中、アクトレスガールズにスカウトされ、2021年2月7日に新宿FACEで行われたアクトリングのプレ公演第2弾「宇宙海賊シェルオル」でリングデビューする。アクトレスガールズがプロレス団体としての活動を終了し、新体制となった後の2022年2月13日、「ACTwrestling」旗揚げ公演でアクトレスガールズとしてのデビュー戦を行う（対未依&水嶋さくら組、パートナーはワイルド・バニー）。早くからエース候補として注目を集め、2023年3月12日の後楽園ホール公演では新体制で復活したAWGシングル王座の初代王座決定戦に出場するが青野未来に敗れる。
2024年4月14日、風香アドバイザーや青野未来ら5選手とともにアクトレスガールズを退団。翌4月15日、新団体「マリーゴールド」の旗揚げ記者会見の終盤に退団した6選手が現れ旗揚げ戦への参戦を訴える。4月30日の会見でマリーゴールドに正式入団し、その際に天麗 皇希というリングネームを与えられる。
2024年5月20日、後楽園ホールで行われた旗揚げ戦「Marigold Fields Forever」のセミファイナルで後藤智香と組み、翔月なつみ&松井珠紗組とのタッグマッチでプロレスデビューする。キャリアで上回る相手の連携に苦戦するも、最後はアメジスト・バタフライ（コーナー最上段からの旋回式ボディプレス）で松井をフォールし白星デビューを飾った。
旗揚げ以降負け無しを続け、8月19日の後楽園ホール大会で青野未来の持つマリーゴールド・ユナイテッド・ナショナル王座に挑戦したが、スタイルズクラッシュの前に屈し王座獲得ならず。
11月11日、新宿FACEで行われたプロレスリング・ノア「MONDAY MAGIC」にて新設の「GHC女子王座」の初代王者を決める10人参加の「MAGIC RUMBLE」に出場し、最後はセイディ・ギブスをオーバー・ザ・トップロープで下し初代王者となる。
2025年1月3日、大田区総合体育館で後藤智香相手にGHC女子王座の初防衛戦を行い勝利するも、試合中にジャンピングニーパットを放ち着地した際に左膝を負傷。9日に行われた記者会見で左膝の負傷が左膝前十字靭帯断裂であることを公表し、GHC女子王座は返上せずしばらく欠場して5月24日の国立代々木競技場第二体育館の1周年記念興行での復帰を目指す事を表明した。

## 得意技
アメジスト・インパクト
抱え込み式アクシズ
アメジスト・バタフライ
旋回式ダイビング・ボディプレス
ビッグブーツ
170cmプレス

## タイトル歴
プロレスリング・ノア
- GHC女子王座（初代）

## 入場曲
- Amethyst Butterfly（中村"Anija"隆宏）

## 出演

### 舞台
- 『舞台「志立彩色女学院アイドル科」』（2023年5月24日 - 28日、バルスタジオ） - 上島恵理子 役[13]
- 『舞台「志立彩色女学院アイドル科」』（2023年9月13日 - 18日、バルスタジオ） - 白瀬雪菜 役[14]
- 劇団バルスキッチン 第34回公演『強くてコンティニュー』（2024年4月24日 - 28日、シアターグリーン BIG TREE THEATER） - 真間香 役[15]
- 東京War:DS -黒と白のTRIGGER-（2024年5月15日 - 19日、六行会ホール）- 傷丸 役[16]

## 書籍

### Web連載
- ヤンマガWeb 戦う女グラフィティ （2024年8月3日、講談社[17]）

## 作品

### デジタル写真集
- 天麗皇希 戦う女グラフィティ【70P完全版】（2024年10月25日、講談社、撮影：高橋慶佑）
- 天麗皇希 桜井麻衣 戦う女グラフィティ（2024年10月25日、講談社、撮影：高橋慶佑）